# MTSV Schwabing
Der MTSV Schwabing e. V. ist ein deutscher Sportverein aus München und wurde nach dem Stadtteil Schwabing benannt.

## Geschichte
Der Verein wurde am 30. Juli 1885 gegründet. Nachdem der Turnbetrieb erst in Heustadel begonnen hatte, fand er später in die Wirtschaft „Zu den 7 Schwaben“ statt. 1897 wurde das erste vereinseigene Grundstück erworben. Neben Basketball bietet der Verein auch Gymnastik, Fitness, Handball, Bodystyling, Karate, Bergsport und Kraftsport an.

## Handball

### Geschichte
Die Männermannschaft des MTSV wurde in der Saison 1981/82 „Süddeutscher Meister“, stieg in die Bundesliga auf und belegte am Saisonende den vierten Platz. In der darauffolgenden Spielzeit 1983/84 wurde die Mannschaft Dritter. Der MTSV-Spieler Zdravko Rađenović wurde mit der jugoslawischen Nationalmannschaft Olympiasieger bei den Olympischen Spielen 1984 in Los Angeles. Seine Mannschaftskameraden, die Zwillinge Ulrich und Michael Roth, holten mit der deutschen Nationalmannschaft die Silbermedaille. In der Saison 1984/85 wurde der MTSV Schwabing am Saisonende erneut Tabellenvierter. 1985/86 feierte die Mannschaft dann ihre größten Erfolge. Der MTSV wurde Vize-Meister, gewann zudem den DHB-Pokal und war damit auch für den Europapokal der Pokalsieger qualifiziert, bei dem er sich erst im Halbfinale geschlagen geben musste. 1986/87 wurden die Schwabinger nur Siebter in der Bundesliga und im nächsten Jahr musste die Mannschaft gar in die 2. Handball-Bundesliga absteigen. Sie wurde dort zwar 1988/89 Dritter, musste aber aus finanziellen Gründen zurückgezogen werden und wurde in die Bezirksliga Oberbayern zurückgestuft.

### Gegenwart
Die MTSV Handballer nehmen derzeit mit drei Herrenmannschaften, zwei Damenteams und neun Nachwuchsmannschaften am Spielbetrieb des Bayerischen Handballverbandes (BHV) teil. Das erste Damenteam und die erste Herrenmannschaft spielen 2022/23 beide in der Oberbayerischen Bezirksliga. Der MTSV-S trägt seine Heimspiele u. a. im Schulzentrum München-Nordhaide aus.

### Erfolge
- DHB-Pokalsieger 1986
- Deutscher Vizemeister 1986
- Halbfinalist im Europapokal der Pokalsieger 1987
- Aufstieg in die Handball-Bundesliga 1982
- Süddeutscher Meister 1982
- Süddeutscher Vizemeister 1981
- Bayerischer Meister (3. Liga) 1980
- Südbayerischer Verbandsligameister (3. Liga) 1961
- Südbayerischer Verbandsligameister (4. Liga) 1979

| Handball | Kader des DHB-Pokalsiegers und Deutschen Vizemeisters 1986 |
|          | - Mannschaft: Michael Redl, Jörg Büssecker - Ulrich Roth, Anton Stangl, Robert Kofler, Andreas Dörhöfer, Alfred Zlattinger, Michael Sahm, Jochen Grupe, Bernd Timm, Zdravko Rađenović - Trainer: Josip Milković |

## Basketball

### Geschichte
Bereits im Jahr 1947 wurde der MTSV Schwabing mit seiner Männer-Mannschaft Deutscher Basketballmeister. Im Jahr 1949 konnte erneut die Deutsche Basketballmeisterschaft gewonnen werden. Im Jahr 1966 gehörte der MTSV Schwabing, bis dahin in der Oberliga Süd spielend, zu den zwanzig Gründungsmitgliedern (Gruppe Süd) der Basketball-Bundesliga (BBL), am Ende der Saison 1966/67 war er einer der im Wettbewerb ermittelten Erstliga-Absteiger.
In der jüngeren Vergangenheit war die 1. Damen-Basketballmannschaft Aushängeschild des MTSV Schwabing. Trainer Bastian Wernthaler führte das Team 2002 erstmals in die 1. Bundesliga (DBBL), es folgte der Abstieg und der sofortige Wiederaufstieg. In der Saison 2005/06 schaffte die Mannschaft den Klassenerhalt.
In der Saison 2006/07 erreichte die Mannschaft sogar das Playoff-Finale der 1. Bundesliga und wurde Vize-Pokalsieger. Überraschend teilte der Vereinsvorstand am 14. Mai 2007 mit, dass die 1. Damen-Basketballmannschaft zum Spielbetrieb in der Saison 2007/08 der 1. Bundesliga nicht mehr gemeldet wird. Der Verein wolle sich nun ausschließlich dem Breitensport widmen. Nach Aussage des Präsidenten Walter Linder habe trotz der wachsenden Erfolge die nötige Unterstützung durch Sponsoren gefehlt. Fast die gesamte Mannschaft wechselte daraufhin zu München Basket e. V. Dieser Verein hatte nach intensiven Bemühungen von Sponsoren, Gönnern und Spendern einen Etat für das Damenbasketballbundesligateam erstellen können und die Lizenzrechte für die 1. Bundesliga vom MTSV Schwabing übernommen.

### Gegenwart
15 Mannschaften (acht Senioren- und zwölf Jugendmannschaften) mit ca. 300 Spielern sind in der Basketball-Abteilung organisiert. Momentan die am höchstklassigen spielende Mannschaft sind die 1. Herren, die in der Regionalliga Südost antritt. Die Damen 1 spielen aktuell in der Bayernliga. Erstmals konnte zudem für die Saison 2010/11 für die männliche Jugend eine Lizenz für die Jugend-Basketball-Bundesliga (JBBL) nach Schwabing geholt werden. Angeschlossen an den Verein ist die Internationale Basketball-Akademie München (IBAM), die als Jugend-Leistungsprogramm insbesondere die in der Nachwuchs-Basketball-Bundesliga (NBBL) vertretene U19 ausbildet.

## Sonstiges
- 1930er: Einer-Faltboot Teilnahme von Lorenz Riedl[2][4][5]